# 칸첼레리아 부조

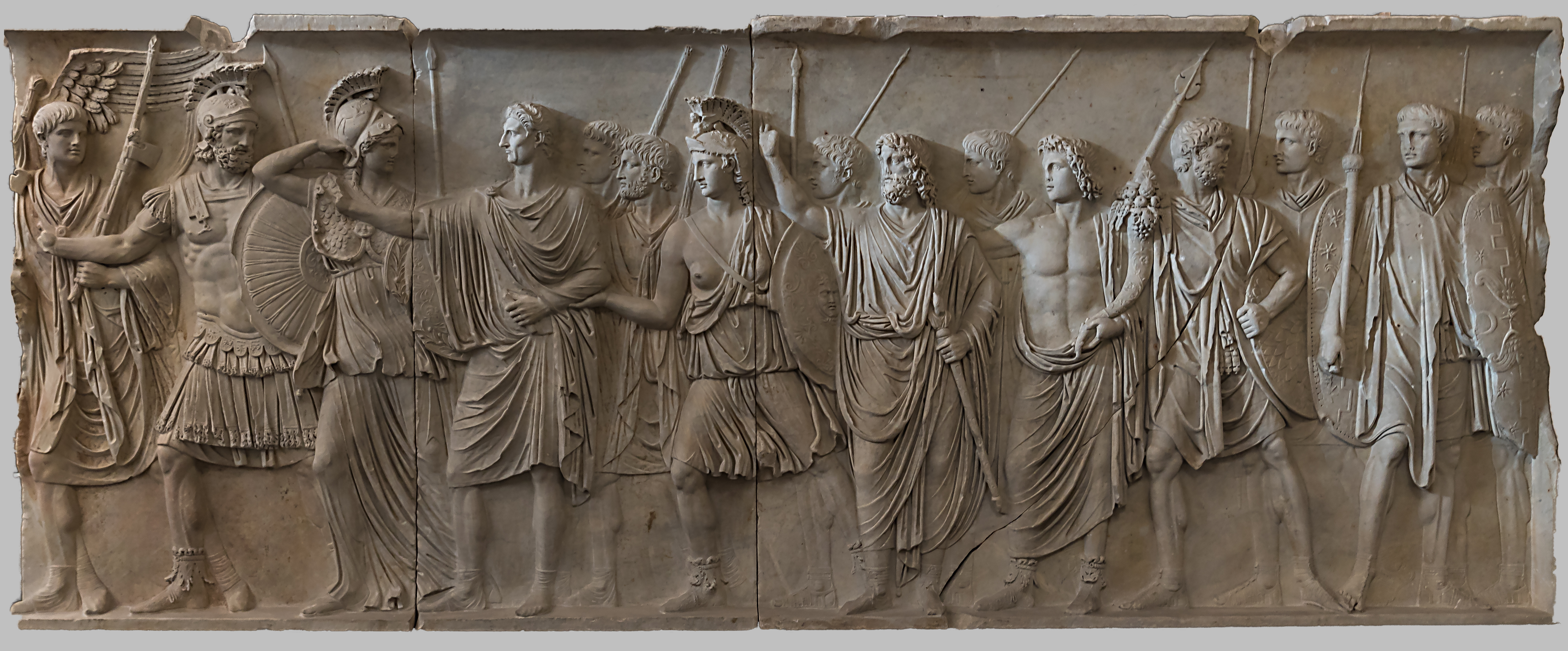
패널 A

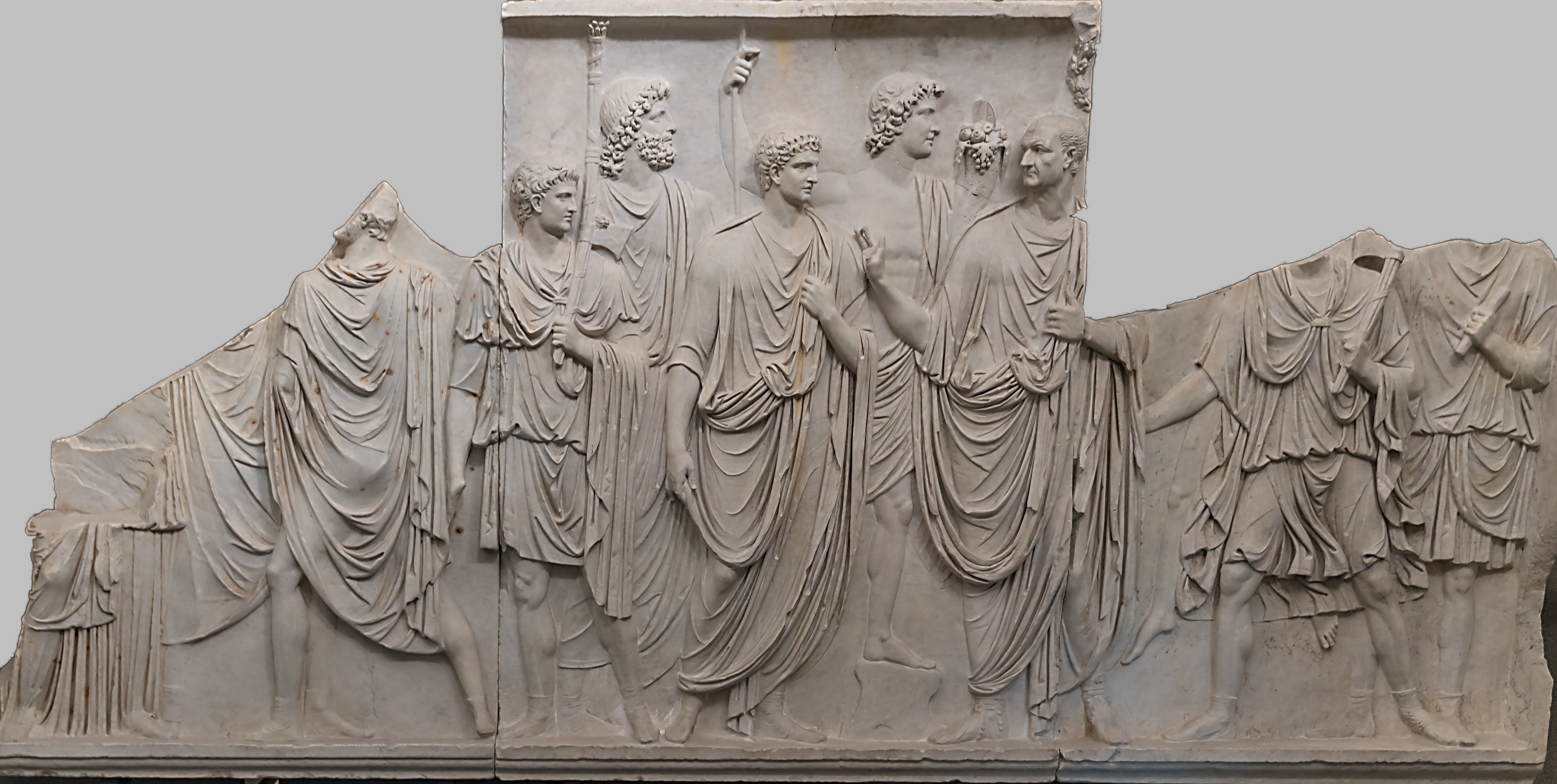
패널 B

칸첼레리아 부조(Cancelleria Relief)는 두 개로 이뤄진 불완전한 박육조 세트로, 도미티아누스 황제 (서기 81년–96년)의 명령으로 제작된 걸로 여겨진다. 원래는 도미티아누스의 삶과 집권기의 사건들을 묘사한 것이었으나, 네르바 황제 즉위 이후 부분적으로 다시 조각되었다. 현재는 바티칸 박물관에서 소장 중이다.

## 역사
칸첼레리아 부조는 1930년대 말 로마의 칸첼레리아 궁전에서 발견되었으며, 발견된 궁전에서 이름이 붙여졌다. 누가 이 부조를 조각했고 어느 건물에 장식되기 위하였는지에 대해서 알려진 것은 없으나, 작품 자체는 로마 황제 도미티아누스의 주문으로 같은 사람이 만든 것으로 여겨진다. 현재는 로마의 바티칸 박물관에서 전시 중이다.
흔히 프리즈 A와 프리즈 B로 여겨지는 패널 두 개는 완전하지 않은 상태로 발견되었다. 프리즈 A는 상대적으로 온전한 모습으로 남아있으나, 왼쪽 끝 부분이 소실된 상태여서, 원본의 정확한 크기를 가늠하기가 어렵게 하고 있다. 프리즈 B는 여러 부서진 부분들이 있으며, 거의 597 cm 너비만큼이었을 것으로 생각된다. 두 부조 모두 높이는 210 cm로 측정되었다.
칸첼레리아 부조의 본래 위치에 대해 여러 신중한 의견들이 제시되어 왔으며, 아마도 조각들은 도미티아누스 시기 세워진 여러 건물들 중 하나를 장식했을 것이다. Brian Jones는 가능한 장소들로 베스파시아누스와 티투스의 군사적 업적을 기념하며 세워진 성소인 Templum Divorum이나, 도미티아누스 집권기에 지워졌으나 사망 후에 헐어졌다고 하는 여러 개선문 중 하나 등을 제시했다.

## 구성

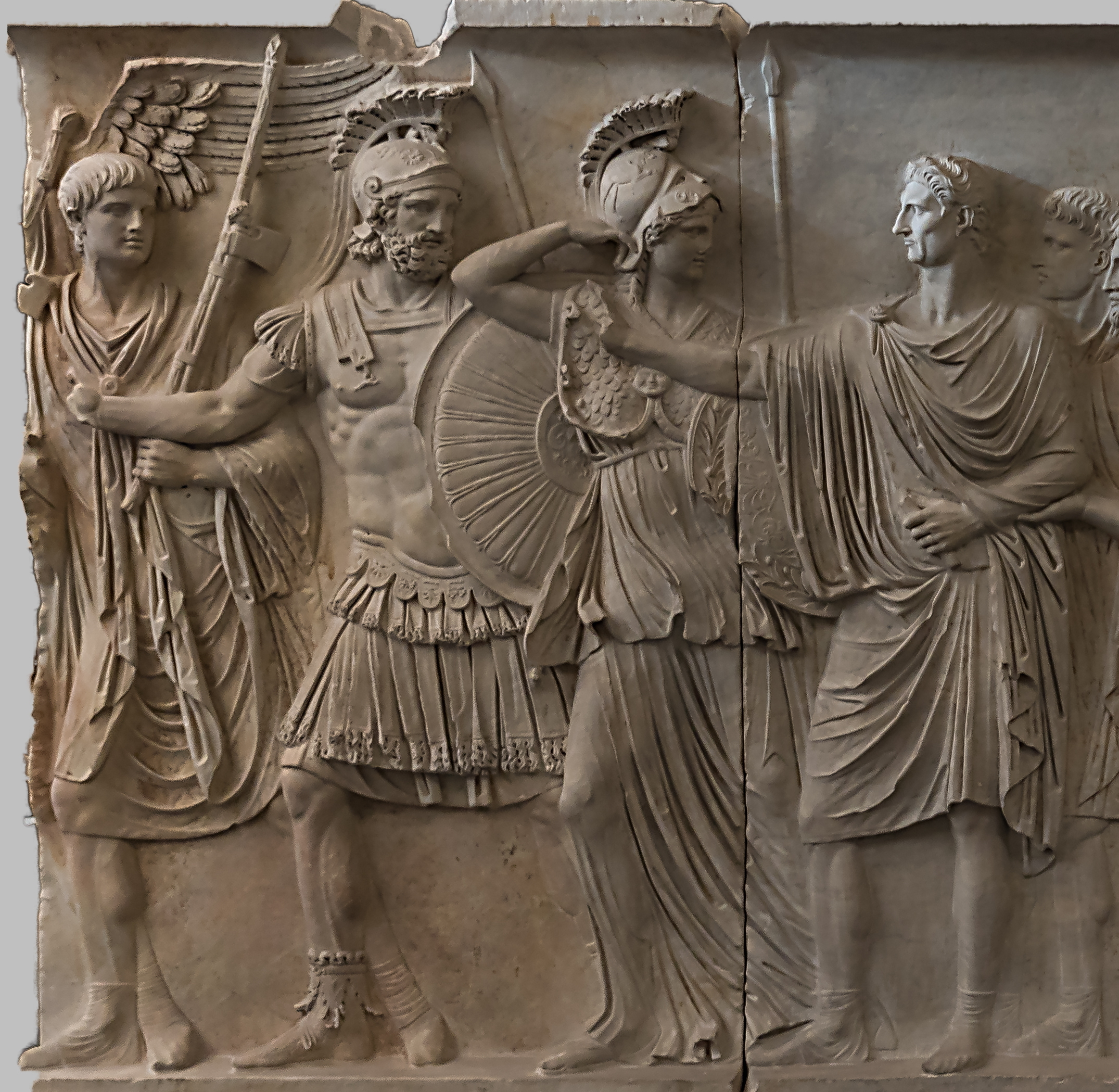
패널 A의 왼쪽. 마르스, 미네르바, 로마 등이 황제 (도미티아누스/네르바)에게 행동을 촉구하고 있다.

### 용도와 양식
칸첼레리아 부조는 도미티아누스의 인생과, 서기 69년에 도미티아누스의 아버지인 베스파시아누스가 창립한 플라비우스 왕조의 역사 때의 사건들을 묘사한다. 부조의 내용들은 최소한 83년 시절에 만들진 것으로 추정된다. 사료의 자료에 따라, 이 부조들은 플라비우스 왕조의 통치를 정당화하기 위한 프로파간다의 일환으로 여겨진다.
부조에 쓰인 양식은 정확한 시기를 추정하는 데 어느 정도 어려움을 일으키기도 한다. 티투스 개선문에서처럼 분명하게 도미티아누스의 집권기로 추정할 수 있게 하는 유사한 박육조들이 한층 더 바로크 양식의 조각 모습을 하고 있는 반면, 칸첼리아 부조는 아우구스투스 시대의 고전주의적 양식으로 조각한 것처럼 보인다.

### 프리즈 A
프리즈 A는 본래 카티족에 대한 원정을 떠나기 위해 준비하던 도미티아누스를 묘사하였다. 수에토니우스 같은 동시대 저술가들은 후대에 도미티아누스의 군사적 노력이 필요에 의한 것이라기보다는 개인적 영광을 위한 목표가 원인이 된, 크게 실패적이었다라고 주장하였다. 프리즈 A에 묘사된 장면은 도미티아누스를 부조의 가장 왼쪽에 묘사된 마르스, 미네르바, 로마 등에게 그의 조국을 지키라 부추김을 받는, 주저하는 장군으로 나타내는등 이러한 의심과 대응하는 모습처럼 보인다. 이 장면에 등장하는 다른 인문들은 로마 원로원과 로마 인민들에 대한 수호령들인 게니우스들과 많은 병사들이다.
그렇지만 96년 9월 18일에 그의 암살이 벌어진 뒤, 원로원은 도미티아누스의 기억에 대한 기록말살형을 통과시키면서, 그의 이름이 모든 공공 기록물에서 지워지고 그의 조각상들과 개선문들도 파괴되었다. 그의 조각상 일부는 새로운 황제 네르바를 묘사하기 위해 다시 조각되었으며, 그런 것 중에는 칼첼레리아 부조의 프리즈 A가 해당한다. 네르바의 머리는 신체와 그 비율이 크게 다르다. 그의 오른눈은 왼쪽보다 작고, 목은 몹시나 길어, 이 머리가 이전에 있던 도미티아누스의 머리를 깎아낸 것임을 분명히 암시한다.

### 프리즈 B
프리즈 B는 내전이 끝난 뒤인 69년에 베스파시아누스와 도미티아누스의 화해를 묘사한다. 68년에 네로 황제가 죽은 뒤, 로마 제국의 가장 유력한 장군 갈바, 오토, 비텔리우스, 베스파시아누스 사이에 전쟁이 발발하였다. 갈바와 오토가 빠르게 제위에 오르고 난 뒤에 제거되고 나서, 황제 자리에 대한 비텔리우스의 요구권은 베스파시아누스의 도전을 받았다. 베스파시아누스는 당시에 유대 속주의 예루살렘에서 공방전을 벌이고 있었다. 그렇지만 빠르게 로마로 향하기보다는, 그는 비텔리우스와의 전쟁을 자신의 정치적 협력자 가이우스 리키니우스 무키아누스에게 맡기고, 자기 자신은 이집트 속주에서 지원을 모았다.
무키아누스는 69년 12월 20일에 로마를 공격하여, 빠르게 비텔리우스 군대를 제압시켰다. 무키아누스를 황제 대행으로 하고, 도미티아누스를 플라비우스 가문의 대표로 하는 임시 정부가 설립되었다. 베스파시아누스는 70년 9월 말에 로마로 돌아왔으며, 이때가 바로 역사가들은 프리즈 B에 묘사되었다고 생각한다. 왼쪽에 도미티아누스, 우측에 베스파시아누스로 하는 인물들의 구성은 로마가 아버지의 공백 속에서도 잘 운영되었음 아버지에게 확인시켜주었고, 부자간의 사이가 좋았음을 암시한다.
한번 더, 고대 작가들은 칸첼레리아 부조이 나타난 사건들에 대하여 다른 모습으로 묘사를 한다. 타키투스와 수에토니우스 두 명에 의하면, 무키아누스의 임시 통치 기간 도미티아누스의 업무 수행은 만족스럽지 못하였다고 했는데 이들은 그가 재임자를 정하는 데 지나치게 열중하였고, 불확실한 군사 작전에 같이 하는 데 간절했다고 한다. 이 당시 베스파시아누스의 복귀에 대한 주요 동기는 도미티아누스를 억누르기 위해서라는 것이었다. 그럼에도 이 시기의 문헌 자료는 타키투스가 도미티아누스에 대해서 대단히 편견이 심한 것으로 알려졌듯이 조심스럽게 다뤄져야 한다. 다른 한편 칸첼레리아 부조가 실제로도 프로파간다 목적이라면, 이 부조들은 미래 황제의 행동에 대한 대중들의 루머들을 없애기 위함이었을 수 있다. 베스파시아누스와 도미티아누스의 화해가 실제로 완만했을 것이라고 Jones는 분명한 표현을 선호함에도, 이에 대한 내용의 해석은 그 어느 것도 확실치는 않다.

## 같이 보기
- 평화의 제단
- 트라야누스 원주

## 참고 문헌
- Last, Hugh (1948). “On the Flavian Reliefs from the Palazzo della Cancelleria”. 《Journal of Roman Studies》 38 (1–2): 9–14. doi:10.2307/298163. JSTOR 298163.(구독 필요)
- Jones, Brian W. (1992). 《The Emperor Domitian》. London: Routledge. ISBN 0-415-10195-6.